# Phalacrotophora pictofasciata
Phalacrotophora pictofasciata är en tvåvingeart som beskrevs av Schmitz 1919. Phalacrotophora pictofasciata ingår i släktet Phalacrotophora och familjen puckelflugor. Inga underarter finns listade i Catalogue of Life.